# Ѯ

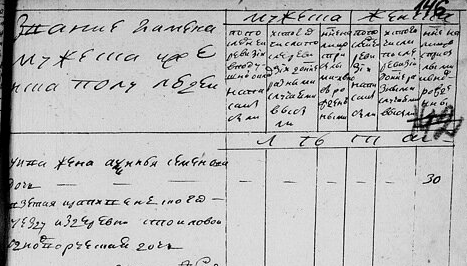
1782년 인구 조사 기록. 1735년에 완전히 제거된 이후에도 크시가 사용된 예시이다. (GATO, f. 389, cat. 1, case 2, p. 146)

크시(Ѯ, ѯ)는 초기 키릴 문자에서 사용된 문자이다. 그리스어의 문자인 ξ을 따서 만들었다.
Ѯ는 러시아어에서 역사적으로 사용되었으나, Ѱ(싸이), Ѡ(오메가), Ѧ(에수)와 함께 1708년 표트르 1세 시기 러시아어 문자에서 제거되었다. 이후 1710년에 잠시 다시 도입되었다가 1735년에 완전히 제거되었다. 제거된 이후의 인쇄물에서는 크시를 찾아볼 수 없으나 교회를 중심으로 명맥을 이어갔으며, 성직자들이 당시에는 인구 조사에 활발히 참여하였으므로 1800년대 초기까지는 민간의 여러 수기로 작성한 문헌에서 자주 발견된다. 현재는 쓰이지 않는 문자이며, X로 대체 되었다.
숫자로 쓰일 경우 60을 뜻한다.

## 컴퓨터 코드
| 미리 보기      | Ѯ                           | Ѯ                           | ѯ                         | ѯ                         |
| -------------- | --------------------------- | --------------------------- | ------------------------- | ------------------------- |
| 유니코드 이름  | CYRILLIC CAPITAL LETTER KSI | CYRILLIC CAPITAL LETTER KSI | CYRILLIC SMALL LETTER KSI | CYRILLIC SMALL LETTER KSI |
| 인코딩         | 10진                        | 16진                        | 10진                      | 16진                      |
| 유니코드       | 1134                        | U+046E                      | 1135                      | U+046F                    |
| UTF-8          | 209 174                     | D1 AE                       | 209 175                   | D1 AF                     |
| 수치 문자 참조 | &#1134;                     | &#x46E;                     | &#1135;                   | &#x46F;                   |